# Conférence épiscopale d'Albanie
La Conférence épiscopale d’Albanie (en albanais : Konferenca Ipeshkvnore e Shqipërisë, abrégé KISH ; en latin : Conferentia Episcopalis Albaniæ) est une conférence épiscopale de l’Église catholique qui réunit les ordinaires d’Albanie.
Son président participe au Conseil des conférences épiscopales d’Europe (CCEE), avec une petite quarantaine d’autres membres.

## Membres
La conférence épiscopale compte six membres :
- Angelo Massafra (it), archevêque de Shkodër-Pult ;
- Arjan Dodaj, archevêque de Tirana-Durrës ;
- Giovanni Peragine (de), administrateur apostolique d’Albanie méridionale ;
- Gjergj Meta (de), évêque de Rrëshen (it) ;
- Ottavio Vitale (de), évêque de Lezhë (it) ;
- Simon Kulli (de), évêque de Sapë (it).

## Historique
La conférence épiscopale a été reconnue par le Saint-Siège le 8 mai 1993.

## Sanctuaires
La conférence épiscopale a désigné un sanctuaire national, le sanctuaire Notre-Dame-de-Bon-Conseil de Shkodër.